# Episodi di Come un delfino (seconda stagione)
La seconda stagione della serie televisiva Come un delfino, composta da 4 episodi, è stata trasmessa dal 15 maggio al 5 giugno 2013 su Canale 5 in quattro serate.
| nº | Titolo    | Prima TV Italia | Ascolti   | Share  |
| -- | --------- | --------------- | --------- | ------ |
| 1  | Puntata 1 | 15 maggio 2013  | 3.815.000 | 14,09% |
| 2  | Puntata 2 | 22 maggio 2013  | 3.947.000 | 15,82% |
| 3  | Puntata 3 | 29 maggio 2013  | 4.287.000 | 17,13% |
| 4  | Puntata 4 | 5 giugno 2013   | 4.833.000 | 19,17% |

## Puntata 1

### Trama
Sono già passati 6 mesi da quando Alessandro e i Ragazzi del Sole hanno vinto gli assoluti, e ora Alessandro si prepara a coronare il suo grande sogno: partecipare ai mondiali di nuoto e vincere l'oro. Durante la gara a Malta, nonostante la sua prestazione poco brillante ai 100 metri delfino, ottiene la qualificazione ai mondiali, ricevendo i complimenti di Ernesto, il suo ex allenatore, colui che gli insegnò a nuotare.
Alessandro torna in Sicilia, e si ricongiunge ai suoi ragazzi, infatti Nasca, Bernardo e Andrea continuano ad allenarsi sotto la supervisione di Nico, il quale, dopo il tentato omicidio a opera di Ciro, non si è ancora ripreso, infatti fatica a camminare, necessita delle stampelle, inoltre sta perdendo la sensibilità alle gambe. Gli Scalese sono ancora dell'intento di distruggere i Ragazzi del Sole, specialmente ora che Ciro è in prigione per il tentato omicidio di Nico, il quale riuscì a salvare don Luca. Quest'ultimo intanto è a Roma con Giulia, proprio lì hanno appena aperto un'altra casa-famiglia. La piscina è stata ristrutturata, e alla vigilia dell'inaugurazione, Alessandro va lì, conoscendo Anna, giornalista che lavora alla Città di Roma, la quale deve scrivere un pezzo sulla piscina. Nazi, che si stava occupando della manutenzione della piscina, viene ucciso da un uomo, il quale fa saltare in aria tutto l'impianto.
Oltre alla perdita del loro amico, i Ragazzi del Sole hanno perso la possibilità di allenarsi nella loro piscina, che ora è inagibile. Anna, molto colpita dalla tragedia a cui ha assistito, vorrebbe scrivere un servizio sull'accaduto, ma il suo caporedattore, nonché fidanzato, Manolo, non autorizza questa sua iniziativa non ritenendo che un articolo contro la mafia sia adatto al loro giornale. Il responsabile è Vito, è stato Totuccio Scalese (il padre di Ciro) a incaricarlo di distruggere la piscina, inoltre Sergio lo uccide facendolo passare per un suicidio, così la colpa dell'accaduto ricade solo su Vito mentre gli Scalese non lasciano tracce del loro coinvolgimento, benché tutti siano già consapevoli che sono loro gli autori del crimine. Il processo contro Ciro è alle porte, don Luca è pronto a testimoniare personalmente, infatti l'ultima cosa che vuole e che sia Nico a testimoniare, almeno per evitare che diventi un bersaglio degli Scalese.
Nico va da Sergio per affrontarlo, ma dato che non riesce a difendersi a causa delle sue brutte condizioni fisiche, Sergio lo spinge per terra. Poi interviene Alessandro che aggredisce Sergio, il quale gli punta contro un coltello, ma Alessandro non si lascia intimorire, promettendogli che ricostruirà la piscina. Totuccio comprende che la situazione per gli Scalese non si sta mettendo bene, Nazi è morto solo per errore e ciò ha complicato la situazione, Totuccio ha capito che il loro principale nemico è Alessandro, soprattutto ciò che lui rappresenta infatti Totuccio afferma che «Le bandiere non si possono distruggere però si possono infangare».
Don Luca è convinto che la Sicilia al momento è troppo pericolosa per Nico, Nasca, Andrea a Bernardo, quindi decide di portarli a Roma nella nuova casa-famiglia da lui fondata, però ormai tutti e quattro hanno scontato la loro pena, in effetti non sono più tenuti a rimanere nella casa-famiglia, la realtà dei fatti è che non andranno mai a Roma senza un incentivo. Dato che Vanni ha assunto la gestione della prestigiosa società sportiva del nuoto "Taurus" gli telefona proponendogli di farsi tesserare nella sua associazione. Vanni sarebbe felicissimo di avere il suo ex protetto nella sua società, anche se Alessandro impone che la Taurus debba tesserare anche i Ragazzi del Sole. Anche se Vanni ha delle riserve, dato che li considera solo dei delinquenti, accetta dato che ci tiene a tesserare Alessandro, specialmente dopo che lui gli mente facendogli credere che altre società sportive intendevano tesserarli.
I Ragazzi del Sole si rifiutano di lasciare la Sicilia ritenendolo un gesto da vigliacchi, ma poi accettano, dato che la Taurus li farà diventare dei nuotatori professionisti, così potranno ricostruire la piscina, inoltre a Roma c'è uno specialista che si occuperà delle condizioni fisiche di Nico. Arrivati a Roma, trovano ad accoglierli Rocco, il quale è stato rilasciato dopo aver scontato la sua pena. Alessandro conosce Enrico Rinaldi, sarà il suo allenatore alla Taurus, nonché nuovo allenatore di Rocco, Nico, Nasca, Andrea e Bernardo, è da tutti ritenuto un grande allenatore, molti dei suoi atleti sono diventati dei campioni, ma Alessandro non si fida molto di lui, avendo capito che per Rinaldi conta solo la mera vittoria, infatti il suo obbiettivo è quello di creare una squadra che possa vincere l'imminente gara di nuoto italiana, ovvero il prestigioso torneo a squadre. Vanni mette in chiaro che gli atleti di Alessandro dovranno comportarsi bene, dato che i loro nuovi compagni di squadra appartengono a famiglie dell'alta società.
L'inizio alla Taurus non è dei migliori, i ragazzi stringono velocemente amicizia con il nuotatore Simone, ma in breve si guadagnano l'antipatia di Giacomo e Marco, invidiosi di loro dato che li avevano battuti agli assoluti. Alessandro invece andrà a vivere in un alloggio dell'impianto sportivo della Taurus. Nella squadra femminile della Taurus c'è anche Irene, è da un po' che lei e Andrea si sono persi di vista, lui vorrebbe riconquistarla, ma Irene (pur amandolo) preferisce rimanere solo sua amica, pensando alla loro come una semplice storia estiva. Nella squadra femminile ci sono anche Lucia e Marina, quest'ultima è attratta da Nasca, il quale in effetti non è indifferente alla sua bellezza. Nico e i suoi amici si mettono a fare a pugni con i loro nuovi compagni di squadra quando Marco si rifiuta di pagare i 300 euro che aveva scommesso dopo aver perso contro Rocco durante la vasca, Rocco senza volerlo colpisce Simone con una gomitata rischiando di rompergli il naso. Don Luca cerca di convincerli a non cedere a inutili provocazioni, comunque Vanni e Rinaldi preferiscono non tesserare ufficialmente i Ragazzi del Sole, almeno per il momento.
Sergio su richiesta di Totuccio, va a Roma e paga un debito che Vanni aveva contratto con un usuraio, ma ora Vanni è in debito con gli Scalese e dovrà fare ciò che gli imporranno. Sergio con la SIM card di Giusy, telefona a Nico e gli dà appuntamento. Sergio vuole assicurarsi che Nico non dia la sua testimonianza durante il processo, con la promessa che gli Scalese gli concederanno un'altra possibilità, ma Nico non vuole più avere niente a che fare con loro. Rocco si scusa con Simone, il quale lo perdona, intanto la Taurus ufficializza l'ingresso di Alessandro nella loro associazione con una conferenza stampa, ma Sergio paga un giornalista affinché con le sue domande possa far passare i Ragazzi del Sole per dei criminali, ma Anna (dato che non ha potuto scrivere l'articolo) con le sue domande permette ad Alessandro di accusare gli Scalese della morte di Nazi e del sabotaggio della piscina. Durante il buffet, Nasca e Marina fanno amicizia, mentre Giacomo e Marco gettano in piscina Nico, il quale, non riuscendo a nuotare, viene salvato da Lucia. In un primo momento Nico, sentendosi umiliato, la tratta con ostilità, ma poi la ringrazia teneramente, sembra che i due inizino a provare dei sentimenti l'uno per l'altra.
Simone informa Nasca che una ragazza di nome Anita è venuta alla Taurus a cercarlo. Non appena sente quel nome, Nasca inizia ad agitarsi, infatti è la ragazza che stuprò anni prima. Anita vorrebbe dei soldi dato che lei e il suo compagno vogliono lasciare l'Italia. Anita gli rivela di aver avuto una bambina da lui, Nasca scopre così di essere padre, si chiama Alice, purtroppo Anita non riusciva ad amarla e l'ha data in adozione. Marina, vedendo Nasca litigare con Anita, capisce che lui l'ha stuprata, anche prima Marco aveva sparso la voce che tra i nuovi atleti ce ne fosse uno con precedenti per abuso sessuale, e adesso Marina non vuole più vederlo. Rinaldi fa assumere degli integratori ai suoi atleti, poi Rocco inizia ad agitarsi, Alessandro lo aiuta a calmarsi, ma quando il ragazzo si allena in piscina con lo stile dorso, inizia a sentirsi debole, tanto da uscire dalla piscina, infine perde i sensi e cade sbattendo la testa contro un gradino.

## Puntata 2

### Trama
Rocco è stato ricoverato in ospedale, non si è più risvegliato dopo il trauma cranico, il medico non ha ancora capito quale sia stata la causa dello svenimento, l'esame tossicologico ha dato esiti negativi, inoltre esclude che gli psicofarmaci che Rocco assumeva possano essere la causa di quello che è successo. Alessandro porta Nico in una clinica, il medico dopo averlo visitato, tramite la TAC delle radiografie scopre che uno dei proiettili con cui Ciro gli aveva sparato ha staccato una scheggia ossea formando così un meniscoide che, ingigantendosi sempre di più, gli sta lesionando il midollo. Nico in effetti sente spesso le dita intorpidite, si era anche procurato una ferita al piede senza nemmeno rendersene conto dato che sta perdendo la sensibilità. A breve diventerà un tetraplegico, solo intervenendo con una sonda intraspinale potrà riprendere a camminare, l'intervento ha alte probabilità di successo, ma è troppo costoso, gli verrà a costare 50.000 euro. Purtroppo Nico non ha molto tempo per rimandare l'operazione.
Vanni è costretto a dare agli Scalese la lista dei medici che lavorano alla commissione antidoping, tra l'altro suggerisce di fare pressioni proprio sul dottor Maffei, il quale ha la passione per le corse di cavalli, e a quanto pare si è indebitato per colpa delle scommesse. C'è un torneo di nuoto, e Alessandro intende parteciparvi dato che per il campione c'è un premio in denaro di 25.000 euro, basterebbe per dare un anticipo per l'operazione di Nico. Si viene a creare un piccolo diverbio tra Vanni e Rinaldi, infatti quest'ultimo con delle velate allusioni gli confessa di essere già a conoscenza del fatto che si era indebitato avendo fatto cattivi investimenti con il denaro della Taurus. Vanni non accettando il suo atteggiamento di superiorità, lo mette al corrente del fatto che ci sono alcune voci su di lui, c'è chi ipotizza che Rinaldi dia sostanze dopanti ai suoi atleti, ed è per questo che loro vincono sempre. Vanni ipotizza che sono state proprio quelle sostanze che hanno indebolito Rocco, portandolo in coma.
Marco è invidioso di Bernardo, il quale è entrato nelle grazie di Rinaldi, infatti quest'ultimo lo ritiene un atleta molto più talentuoso rispetto ai suoi amici, tra l'altro sembra che Sciacca, il padre di Bernardo, pur di favorire suo figlio, sia anche disposto a donare dei soldi alla Taurus, di conseguenza Vanni e Rinaldi decidono di tesserare Bernardo. Marco non accetta che Bernardo lo metta in ombra, per lui è fondamentale diventare un grande nuotatore per compiacere sua madre Chiara, è lei che ha sempre spinto suo figlio verso il nuoto agonistico, Chiara è l'amministratrice di una grande società, quando era giovane era una brava nuotatrice ma non riuscì mai ad avere successo, è lei che sovvenziona la Taurus nella speranza che Marco possa diventare un campione.
Nasca confessa a Marina di aver stuprato Anita, la loro era una storia estiva, ma Nasca si era innamorato di lei, ma Anita aveva deciso di lasciarlo. Nasca era distrutto, si ubriacò e la violentò, cosa che ora rimpiange amaramente, ora però è un ragazzo migliore e ciò che veramente vuole è essere giudicato per la persona che è adesso, e non per gli sbagli commessi in passato. Nasca riesce a trovare l'orfanotrofio dove vive Alice, ma la direttrice non gli permette di avvicinarsi alla bambina dato che non è autorizzato, dunque Nasca inizia a vederla di nascosto, facendo amicizia con lei, ma senza rivelarle di essere suo padre. Irene ha capito che Marina si sta innamorando di Nasca, quindi la mette in guardia, ammettendo di aver sempre saputo dei suoi precedenti di abuso sessuale, non ha voluto dirglielo per non umiliare Nasca, infatti Irene afferma che, benché nel profondo sia un bravo ragazzo, non riesce a gestire i suoi impulsi. Però Marina decide di dare a Nasca un'altra possibilità, dicendogli che sarebbe felice di frequentarlo.
Don Luca va a trovare Ciro in prigione provando a convincerlo a dichiararsi colpevole, così sconterà solo 3 anni di prigione, ma Ciro con arroganza è pronto ad affrontare il processo perché è convinto che la passerà liscia. Manolo dà buca ad Anna la quale si ritrova a festeggiare il suo compleanno da sola, ma Alessandro la invita alla casa-famiglia e i due passano la serata insieme a Spartaco, Giulia, Nasca, Simone, Nico, Andrea, Bernardo e don Luca, inoltre fanno ad Anna una bellissima sorpresa, infatti le hanno persino preparato una torta. Alessandro riaccompagna Anna a casa sua, e lei lo bacia, sotto lo sguardo di Manolo, il quale, per meschinità, mette mano sull'articolo che Anna aveva fatto sulla casa-famiglia, trasformandolo in un articolo scandalistico con una versione distorta della verità. Anna, dopo che l'articolo viene pubblicato, si arrabbia ferocemente con Manolo, il quale le confessa di averla vista baciare Alessandro, infine Anna si licenzia e decide di porre fine alla loro relazione avendo capito che Manolo è solo una persona priva di morale.
Nico viene invitato da Sergio nell'albergo che Totuccio ha comprato, informandolo che è a conoscenza delle sue pessime condizioni fisiche, ma gli Scalese si offrono di pagargli l'intervento medico in cambio del suo silenzio al processo di Ciro. Lucia, dopo aver saputo della prognosi medica di Nico, gli regala la vecchia sedia a rotelle di sua nonna; Nico si sente umiliato per il suo gesto, a quel punto Lucia lo accusa di usare il suo cinismo solo per allontanare gli altri. Nico per la prima volta esprime tutto il dolore che ha sempre represso, confessando a Lucia di aver amato Ciro come un fratello maggiore, e lui dopo averlo illuso con false promesse gli ha sparato. Lucia si scusa con lui dato che non intendeva offenderlo, infine i due si scambiano un tenero bacio.
È arrivato il giorno della gara di nuoto, ma ad Alessandro viene vietata la partecipazione, a quanto pare è stato risultato positivo il test antidoping nella gara di Malta, quindi sarà esonerato dal nuoto agonistico e verrà sottoposto a un'inchiesta. Alla luce di quello che è successo, oltre al fatto che la reputazione di Alessandro è stata compromessa dall'articolo pubblicato da Manolo, lui rischia la squalifica dai mondiali. Intanto Andrea sorprende Irene insieme a Rinaldi, quest'ultimo la riaccompagna a casa e Andrea li segue, e con le lacrime agli occhi pretende da Irene delle spiegazioni. Irene ammette di amare Rinaldi, infatti sono amanti, mentre per Andrea nutre solo amicizia. Andrea però è convinto che Irene non è veramente innamorata di Rinaldi perché da quanto sta insieme a lui non è più felice.
Irene mette Rinaldi al corrente di ciò che Andrea ha scoperto, sebbene abbia promesso di non farne parola. Rinaldi non prende molto sul serio la cosa, addirittura accusa Irene di voler approfittare dell'accaduto per rendere pubblica la loro relazione. Irene è piuttosto seccata nel constatare con quanta freddezza e distacco lui affronta la cosa. Nasca e Andrea trovano fastidioso il fatto che Rinaldi sia gentile solo con Bernardo, inoltre Giacomo si diverte a provocare Marco dato che c'è l'effettiva possibilità che Rinaldi possa non convocarlo per il torneo a squadre favorendo invece Bernardo. Alessandro va al centro antidoping insieme a Vanni, per assistere al test di revisione del campione di urine che aveva riscontrato la presenza di sostanze dopanti. A fare il test è Maffei, il quale afferma che risulta positivo alla noradrenalina. Vanni porta via Alessandro dal laboratorio dato che stava per aggredire Maffei dopo che quest'ultimo lo aveva accusato di essere una persona disonesta.
L'immagine di Alessandro come atleta ormai è rovinata, alcuni addirittura pensano che sia stata merito del doping la vittoria agli assoluti. Don Luca ha capito che qualcuno ha manomesso quel test delle urine, qualcuno con molto denaro e potere, e infatti ritengono che solo gli Scalese possono aver architettato un piano del genere. Infatti Sergio paga profumatamente Maffei per la sua collaborazione. Giacomo, in piscina, provoca Nico, Nasca e Andrea leggendo l'articolo che hanno scritto su Alessandro, tanto che alla fine Nasca e Andrea si mettono a fare a pugni con Giacomo e Marco, sotto lo sguardo di Alessandro il quale comprende che questa situazione si sta ripercuotendo anche sui suoi atleti. Gli amici di Bernardo non trovano giusto che lui non abbia nemmeno tentato di difendere Alessandro, tra l'altro diversamente da loro, lui non crede ciecamente nell'integrità di Alessandro, infatti ha deciso di lasciare la casa-famiglia dato che gli è stato offerto un alloggio nell'impianto della Taurus, tra l'altro Bernardo è un ragazzo di buona famiglia, è sempre stato diverso dagli altri ragazzi della casa-famiglia, a lui interessa solo diventare un grande nuotatore. Alessandro non gli porta rancore augurandogli il meglio.
Alessandro, dopo aver saputo che Sergio aveva tentato di convincere Nico a non testimoniare al processo, va da Sergio intimandogli di non avvicinarsi mai più a Nico. Sergio gli presenta Totuccio il quale gli rivela che conosceva Alessandro quando era ancora un bambino, e conosceva anche suo padre. Totuccio gli fa tenere presente che se lo volesse potrebbe far cadere le accuse sul doping, ma Alessandro non intende scendere a patti con lui. Dato che Anna ormai non ha più un lavoro, decide di aiutare Alessandro per scoprire come hanno fatto gli Scalese a manomettere il test antidoping. Gli Scalese costringono Vanni a portare a termine la seconda parte del loro piano per distruggere la reputazione di Alessandro, e dunque, malvolentieri, Vanni chiede aiuto a Rinaldi.
Bernardo ormai ha praticamente chiuso i ponti con i suoi ex amici, per lui conta solo il nuoto, infatti non è più andato a trovare Rocco in ospedale. Quando Bernardo lascia la palestra per uscire con suo padre, si accorge di aver dimenticato il cellulare nello spogliatoio quindi ritorna in palestra a riprenderlo e, senza volerlo, osserva Rinaldi mettere dei flaconi nell'armadietto di Alessandro su richiesta di Vanni. Rinaldi è all'oscuro del fatto che Vanni collabora con gli Scalese, ma ha capito che è solo su richiesta di terzi che si sta impegnando a rovinare Alessandro.
Comunque Vanni, non potendo permettere che gli Scalese la passino liscia, usa una cabina telefonica per mandare una telefonata anonima alla polizia, avvisandoli che gli Scalese tenteranno di uccidere don Luca. Proprio mentre don Luca si mette alla guida della sua auto, facendo partire il motore, fa azionare la bomba che gli Scalese avevano montato sull'auto, e lui muore nell'esplosione.

## Puntata 3

### Trama
Alessandro, Giulia, Spartaco e i ragazzi della casa-famiglia sono distrutti per la perdita di don Luca, la polizia non dà nemmeno il tempo ai suoi amici di identificare il cadavere. Adesso Nico rappresenta l'unica possibilità per vincere il processo contro Ciro, il suo avvocato vuole chiamare Nico a deporre come testimone a discarico. La polizia perquisisce l'alloggio di Alessandro nella sede della Taurus e anche il suo armadietto trovando dei flaconi (posizionati da Rinaldi) con dentro delle sostanze dopanti. A quel punto Vanni mette al corrente la polizia dello stato di salute di Rocco, il quale è ancora in coma, proprio nella speranza che la polizia identifichi in Alessandro il colpevole di ciò che è accaduto a Rocco.
La polizia parla con il medico curante di Rocco, che conferma che la sostanza trovata nel corpo di Rocco, è la stessa che è stata trovata nell'armadietto di Alessandro: in dosi moderate non è pericolosa, ma Rocco assumeva anche degli psicofarmaci, che hanno reagito con la sostanza, indebolendolo.
Alessandro, Spartaco, Giulia, Anna, Vanni, Nico, Simone, Irene, Lucia, Andrea e Nasca organizzano una veglia funebre in memoria di don Luca, alla quale prendono parte anche Sciacca e Bernardo, quest'ultimo mette da parte almeno per il momento le sue divergenze con i suoi amici. Proprio in quel momento arriva la polizia che arresta Alessandro con l'accusa di detenzione e spaccio di sostanze stupefacenti. La polizia vuole incriminarlo accusandolo di aver dato lui a Rocco le sostanze dopanti che lo hanno portato al coma. Sciacca decide di prendere le sue difese come avvocato, Alessandro cerca di far capire alla polizia che sono stati sicuramente gli Scalese a organizzare tutto quanto per incastrarlo e diffamarlo, purtroppo però non ha le prove per dimostrarlo. Sciacca fa richiedere un test del DNA così almeno Alessandro potrà dimostrare che le urine su cui è stato fatto il test nella gara di Malta, non sono le sue.
Le autorità lo condannano al carcere, quindi almeno per il momento Alessandro dovrà rimanere in prigione, finendo proprio nello stesso carcere dove anche Ciro è rinchiuso. Mentre Alessandro è in bagno, Ciro lo aggredisce, picchiandolo violentemente, facendogli una terribile rivelazione: suo padre era stato ucciso da Totuccio, si rifiutava di pagargli il pizzo, quindi lo fece affogare mentre la sua barca affondò. Vanni viene costretto da Totuccio a cacciare via dalla Taurus Andrea e Nasca, ma sapendo che se lo facesse poi verrebbe giudicato male da tutti, autorizza Rinaldi a essere crudele e meschino con entrambi, in modo tale che siano loro a decidere di andarsene.
Bernardo è ben consapevole che Alessandro è innocente, avendo visto Rinaldi mettere quei flaconi nell'armadietto di Alessandro, ma non ha il coraggio di dirlo a suo padre, perché non vuole perdere il posto in squadra, vedendo in Rinaldi l'unica speranza di diventare un grande nuotatore. Nasca e Andrea vengono presi di mira da Marco e Giacomo, come se non bastasse Rinaldi si diverte a dare il tormento a entrambi, proprio come Vanni gli aveva ordinato. Nasca continua a prendere il pullman per andare a trovare Alice all'orfanotrofio, venendo seguito da Marina, la quale era incuriosita dal suo comportamento, e con tenerezza lo guarda da lontano mentre parla con Alice.
Nasca confessa a Spartaco di avere avuto una figlia da Anita, purtroppo non la vedrà più dato che le hanno trovato una famiglia pronta ad adottarla. Nasca trova ingiusto che non possa essere lui a prendersene cura dato che è suo padre. Spartaco gli fa tenere presente che lui ha un'accusa per stupro, non potrebbe mai avere la custodia di un minore. Sono passati 5 anni da quando Nasca ha commesso quel crimine, e non trova giusto che debba ancora pagare, Spartaco però rievoca il ricordo di suo figlio, lui era un delinquente ed è morto dopo aver passato anni a vivere come un vegetale dopo che lo gettarono via da un'auto in corsa a causa di un regolamento di conti; Spartaco spiega a Nasca che la vita semplicemente non è giusta.
Anna va da Maffei facendogli una serie di domande scomode sulla possibilità che i test antidoping possano dare esiti falsi, che lo mettono visibilmente a disagio, poi chiede aiuto a suo padre, direttore di un quotidiano molto importante, che le dà un lavoro in redazione, e tramite le loro risorse trovano molto materiale compromettente pubblicando un pezzo in prima pagina contro la famiglia Scalese. Alessandro esce di prigione, in attesa che si svolga il suo processo, poi va a trovare Rocco in ospedale, le sue condizioni sono stabili, ma non si risveglia, e i medici non sanno quando ciò avverrà.
È arrivato il giorno del processo di Ciro, e Nico viene chiamato a deporre, dichiarando il falso, affermando che Ciro indossava un casco quando gli sparò, quindi non potrebbe riconoscerlo o identificarlo. Il processo sembra svolgersi a favore di Ciro, fino a quando, con lo stupore generale di tutti, non appare don Luca, che al banco dei testimoni, conferma che Ciro sparò a Nico, quindi il giudice dispone l'aggiornamento dell'udienza, e dunque Ciro tornerà in prigione. Ciro è fuori di sé dalla rabbia, e promette a don Luca che prima o poi lo ucciderà. Gli amici di don Luca e i ragazzi della casa-famiglia sono felicissimi di poterlo riabbracciare, la polizia aveva organizzato questo piano dopo aver ricevuto la telefonata anonima, infatti don Luca non era mai entrato nella sua auto, e quindi non aveva mai acceso il motore, la polizia gli impedì di salire in auto dopo che avevano posizionato sul mezzo una seconda bomba che avevano fatto esplodere, ingannando gli Scalese.
Nico confessa a don Luca che voleva scagionare Ciro dalle accuse solo perché gli Scalese gli avevano promesso di pagargli l'operazione, in modo tale da poterlo poi uccidere. Nico comunque non è soddisfatto, Ciro alla fine uscirà di prigione in un modo o nell'altro. Spartaco riceve i soldi della pensione integrativa di suo figlio, e decide di darli a Nico così che possa pagarsi l'operazione, dato che lo ama come un figlio. Nico, felice come non mai, lo abbraccia. Nico lascia la casa-famiglia per andare a operarsi e si separa da Lucia baciandola, affermando che conoscerla per lui è stata una fortuna.
Alla Taurus, durante un allenamento, Marco durante una vasca viene battuto da Andrea, ma Rinaldi per umiliarlo accusa Andrea di essere partito in anticipo dal blocco invalidando la sua vittoria. Marco per la prima volta, invece che esserne felice, prende atto dell'ipocrisia e della falsità di Rinaldi, dato che Andrea lo aveva battuto lealmente. Marco confessa a Simone che la ragione per cui è così ostile nei confronti di Rocco, Nasca, Bernardo e Andrea è perché non accetta la loro superiorità, Marco si dedica al nuoto agonistico da 15 anni, praticamente non ha una vita privata, loro invece hanno meno esperienza di lui e ciò nonostante sono dei nuotatori più bravi. Simone gli fa capire che la loro forza sta nella passione che mettono nel nuoto e nell'unità di gruppo, mentre Marco non ha veri amici.
Ernesto va alla Taurus e assiste alle selezioni per la scelta dei nuotatori che rappresenteranno la Taurus al torneo a squadre, Rinaldi volutamente esclude Nasca e Andrea a dispetto delle loro buone prestazioni e dei duri allenamenti. Andrea lo accusa di essere solo un despota e che Alessandro è un uomo migliore di lui perché ha sempre incoraggiato la cooperazione. Quando Rinaldi accusa Nasca e Andrea di essere solo dei criminali quest'ultimo lo colpisce con un pugno. Rinaldi caccia via tutti e due dalla Taurus, ma Andrea e Nasca non gli danno questa soddisfazione infatti sono loro che decidono di andarsene. Anche Simone decide di lasciare la Taurus perché, pur amando il nuoto, non vuole gareggiare per un uomo come Rinaldi.
Nasca va all'orfanotrofio e porta via sua figlia di lì manomettendo con le tronchesi la catena del cancello d'ingresso, infine scappa con lei rubando un'auto. Intanto sta per iniziare il processo di Alessandro, e Sciacca gli dà una cattiva notizia: il test del DNA è positivo, purtroppo le urine usate per il test durante la gara di Malta erano proprio le sue, quindi le possibilità che Alessandro venga prosciolto dalle accuse sono poche.

## Puntata 4

### Trama
Nico dopo aver affrontato l'operazione con successo, riprende a camminare, e assiste al processo di Alessandro insieme a Simone, Nasca, Giulia, Spartaco e Anna. Il Pubblico Ministero Cozzi, con l'accusa di possesso e spaccio di sostanze dopanti, accusandolo di averle somministrate a Rocco, chiede una condanna di 10 anni di prigione. Sciacca cerca di far ragionare il giudice facendo tenere presente che Alessandro si era reso disponibile per il test del DNA, e questa è la prova che lui era veramente convinto della sua innocenza, inoltre tutti quei flaconi con dentro le sostanze dopanti ritrovati nel suo armadietto, che dovrebbero incriminarlo, erano chiaramente un maldestro tentativo di incastrare Alessandro, dato che chiunque avrebbe potuto avere accesso allo spogliatoio, aggiungendo che qualcuno di molto potente ha manipolato tutta questa storia per incriminare Alessandro anche se non ci sono le prove per dimostrarlo. Il giudice purtroppo lo assolve solo dall'accusa di spaccio, ma a breve verrà incarcerato per tre anni con l'accusa di detenzione di sostanze dopanti.
Marina, Irene e Lucia vanno alla casa-famiglia per dare un po' di sostegno emotivo ai loro amici, Marina però nota l'assenza di Nasca, e in effetti anche Nico trova strano che non fosse venuto al processo di Alessandro. Spartaco confessa a tutti che Nasca ha una figlia, avuta da Anita quando l'aveva violentata, tra l'altro nota che le tronchesi sono sparite, infatti ha capito che è andato all'orfanotrofio per rapirla, purtroppo non conosce l'indirizzo dell'orfanotrofio. Marina si vede costretta a rivelarglielo dato che lo aveva seguito lì quando Nasca si vedeva di nascosto con Alice. Intanto Nasca, dopo aver trascorso una bella giornata con sua figlia sulla spiaggia, la porta alla casa-famiglia, Giulia convince la direttrice dell'orfanotrofio a sorvolare sull'accaduto visto che in fondo Nasca non ha fatto niente di male, avendo solo passato un po' di tempo con la bambina, perché se lo denuncerà tornerà in prigione e si rovinerà il futuro, tra l'altro il proprietario dell'auto non intende sporgere denuncia. La direttrice decide di chiudere un occhio ma intimando Nasca di non riavvicinarsi più a sua figlia. Alessandro è felice che Nico abbia ripreso a camminare e lo abbraccia, inoltre è contento che Nasca e Andrea abbiano lasciato la Taurus.
I giorni passano e Ciro è sempre più irrequieto, non accetta il fatto che suo padre, nonostante le sue promesse, non sia ancora riuscito a tirarlo fuori dal carcere, quindi Totuccio e Sergio mandano uno dei loro uomini, Tano, a tenerlo d'occhio. Ernesto va alla casa-famiglia e propone a Nico, Simone, Nasca e Andrea di partecipare come team al torneo a squadre, infatti ha rilevato una società sportiva che era sul viale del fallimento, ormai non può nemmeno permettersi una piscina ed è per questo che nessun nuotatore vuole gareggiare per lui, ma Ernesto è convinto che i Ragazzi del Sole possano vincere il torneo a squadre. Nasca gli fa tenere presente che i Ragazzi del Sole non possono affiliarsi alla sua società perché di fatto non esistono più dopo che la Taurus li aveva tesserati. Ernesto, che si era premurato di svolgere delle indagini, confessa di aver scoperto che Vanni li aveva ingannati: Nico, Rocco, Andrea e Nasca non sono mai stati tesserati dalla Taurus, quindi i Ragazzi del Sole non si erano mai sciolti. In assenza di una piscina, Ernesto propone di allenarsi a Malta, lì ha una casa e li ospiterà, infatti si alleneranno nell'oceano, con un allenamento analogo a quello che fecero quando vinsero la 4x100 agli assoluti, sarà Alessandro a occuparsi del loro allenamento, ma in segreto dato che non è più autorizzato ad allenare i suoi atleti, ufficialmente Alessandro dovrà andare a Malta solo in vacanza.
Irene decide di lasciare Rinaldi avendo capito che è solo un uomo mediocre, intanto Alessandro e Spartaco raggiungono Malta insieme ai Ragazzi del Sole. Sciacca nota che suo figlio è turbato, infatti Bernardo è ben consapevole dell'innocenza di Alessandro dato che è stato Rinaldi a incastrarlo, ma non ha il coraggio di dire la verità temendo che Rinaldi gli tolga la possibilità di diventare un campione. Adesso che Nasca e Andrea hanno lasciato la Taurus, è Marco quello che viene preso di mira dal suo allenatore, infatti Rinaldi, non soddisfatto delle sue prestazioni, lo umilia escludendolo dal torneo a squadre. Chiara pretende che Rinaldi riassegni un posto in squadra a suo figlio con la minaccia di non versare più assegni alla Taurus, ma Marco, trovando inaccettabile che sua madre continui a usare il suo denaro con tanta superficialità per favorirlo, decide di lasciare la Taurus. Anna fa delle ricerche su Maffei scoprendo della sua passione per le corse dei cavalli, comprendendo che il suo stipendio non può coprire tutte le spese, e che dunque è probabile che abbia ricevuto del denaro dagli Scalese.
Lucia rivela a Marco che Alessandro è a Malta ad allenare i Ragazzi del Sole, quindi li raggiunge chiedendo di poter entrare nel loro team, infatti lui desidera gareggiare al fianco di persone che veramente credono in lui. In un primo momento Nico e gli altri non vedono di buon occhio il suo ingresso in squadra, Marco non li biasima per la diffidenza con cui lo trattano dato che è sempre stato crudele con loro, ma Alessandro fa tenere presente ai ragazzi che per tanto tempo si sono lamentati del fatto che la gente è sempre stata prevenuta con loro, in Marco c'è il desiderio di cambiare e di diventare una persona migliore e loro gli stanno voltando le spalle. Alla fine i Ragazzi del Sole accettano Marco in squadra, anche perché nel team serve un delfinista. Alla Taurus Rinaldi allena i suoi atleti con ottime attrezzature in un ambiente freddo, mentre Alessandro usa sui suoi ragazzi un metodo di allenamento più rudimentale con arrampicata su fune, jogging sulla spiaggia e sui sentieri rocciosi, corsa nei sacchi e nuoto nell'oceano, inoltre Marco si diverte in compagnia dei suoi nuovi amici legando velocemente con loro.
Anna va a trovare Alessandro a Malta, e i due passano insieme dei momenti romantici, inoltre, quando parlano del mito di Ulisse, ad Alessandro viene in mente un modo per incastrare Maffei, ovvero usando il "Cavallo di Troia". Anna torna a Roma e invia a Maffei una lettera anonima facendogli credere di essere a conoscenza della sua complicità con gli Scalese, e Maffei, sentendo di essere nei guai, commette lo sbaglio di andare da Sergio, e Anna scatta delle foto con loro due insieme, ora ha una prova concreta della complicità tra Maffei e Sergio. Alessandro trova una piscina dove un bambino gioca con dei delfini, e Alessandro decide di nuotarci dentro, è da tanto che non nuotava in una piscina, con tutto quello che era accaduto. Giulia è in ospedale con Rocco, il quale miracolosamente si sveglia. La polizia lo interroga e lui conferma che Alessandro non gli ha mai dato sostanze dopanti. Alessandro torna a Roma insieme a Spartaco e ai Ragazzi del Sole, dopo aver saputo del risveglio di Rocco, e vanno a trovarlo in ospedale, felici del risveglio del loro amico. Rocco ci rimane un po' male quando scopre che Bernardo, che non è nemmeno venuto a trovarlo, ora si è unito alla Taurus, inoltre per il momento non può ancora nuotare, comunque quando scopre che Marco si è unito ai Ragazzi del Sole, lo accoglie con una stretta di mano.
Il giorno del torneo a squadre è arrivato, purtroppo Alessandro potrà solo assistere dalle gradinate dato che non è autorizzato ad allenare, infatti ufficialmente sarà Spartaco l'allenatore ad interim dei Ragazzi del Sole. Alessandro fa ai suoi atleti un discorso per motivarli spiegando che per vincere tutti loro dovranno dare un contributo, e che avranno l'onore di gareggiare contro i migliori atleti d'Italia, e che comunque è già orgoglioso di loro come uomini. La Taurus aveva già vinto l'edizione scorsa del torneo, e adesso deve difendere il titolo, la gara ha inizio, Alessandro, Ernesto, Anna, Rocco e Chiara fanno il tifo per i Ragazzi del Sole, mentre Sciacca sostiene suo figlio. Nasca vince la sua gara, Marina infatti è orgogliosa di lui, mentre Andrea batte Bernardo ai 100 stile libero. Anche Irene e Lucia fanno delle ottime gare. Purtroppo i Ragazzi del Sole vengono penalizzati dalla pessima prestazione di Simone ai 100 dorso.
È arrivato il momento della gara dei 50 metri delfino, dove Marco dovrà vedersela contro Giacomo, in effetti Marco non ha mai gareggiato nuotando come delfinista, mentre Giacomo detiene il record italiano dei 50 delfino, comunque incoraggiato dai suoi compagni e mettendo a frutto l'allenamento a Malta, Marco riesce ad arrivare primo battendo Giacomo, il quale si sente umiliato, mentre Chiara è orgogliosa di suo figlio. La Taurus comunque è ancora prima in classifica, mentre con i pochi punti guadagnati dai Ragazzi del Sole, la loro squadra non raggiunge nemmeno la terza posizione, infatti tutto si deciderà alla staffetta dove i punti valgono il doppio, anche arrivando secondi i Ragazzi del Sole non riuscirebbero nemmeno a salire sul podio, ma se arrivassero primi avrebbero abbastanza punti da vincere il torneo a squadre. Simone e Andrea sono molto colpiti dai miglioramenti di Marco, infatti quando gareggiava alla Taurus non ha mai fatto dei tempi così buoni. Nico decide di ritirarsi dalla staffetta, e di lasciare il posto a Marco dato che non ha ancora recuperato la sua piena forma fisica. Spartaco e Alessandro sono fieri di Nico, infatti Alessandro afferma che Nico ha già vinto la sua gara.
Marco ringrazia Nico per la fiducia che gli ha accordato, Rinaldi invece dà a Bernardo una seconda dose di integratori, ma Bernardo è ben consapevole che si tratta di sostanze dopanti, a cui ha aggiunto un coprente, così che nessuno lo scopra. Bernardo non è felice di ricorrere a questi mezzi, ma Rinaldi gli ricorda che prima di prenderlo sotto la sua ala lui era una nullità. Inizia la staffetta e i Ragazzi del Sole si portano in vantaggio grazie alle buone prestazioni di Simone, Nasca e Marco, ma Bernardo riesce a battere Andrea permettendo alla Taurus di vincere la staffetta e il torneo. Bernardo viene acclamato dai suoi compagni, apprezzando le parole gentili di Andrea che sportivamente si congratula con lui per la vittoria. Bernardo, consapevole di aver vinto solo perché si era dopato, frustrato fa vandalismo nello spogliatoio, durante la premiazione Rinaldi guarda con arroganza i Ragazzi del Sole mentre Giacomo dà del perdente a Marco. Quando Bernardo vede lo sguardo di disapprovazione di Nico, decide di denunciare Rinaldi al giudice di gara, confessandogli che gli ha dato delle sostanze dopanti, lui infatti non vuole vincere in maniera disonesta.
Il giudice di gara pretende delle spiegazioni da Rinaldi, che nella sua arroganza non si discolpa affermando che il doping non dovrebbe essere illegale dato che a suo dire è solo progresso scientifico, affermando che la federazione di nuoto è gestita da un sistema retrogrado e ipocrita. Rinaldi dovrà rispondere delle sue azioni alla commissione antidoping, mentre alla luce di quello che è successo la Taurus viene squalificata con grande delusione da parte di Giacomo e dei suoi compagni, e i Ragazzi del Sole vincono il torneo a squadre. La coppa viene consegnata a Marco che generosamente la dà a Nico che si prende la soddisfazione di alzarla. Nico e Lucia si dichiarano amore reciproco, Irene e Andrea ritornano insieme dopo che Irene gli confessa di amarlo ancora. Sciacca e Alessandro sono orgogliosi di Bernardo il quale non ha rinunciato alla sua integrità per la gloria, comunque dato che ha confessato di sua volontà verrà sospeso dal nuoto solo per un anno, infine Bernardo confessa a suo padre, e poi ad Alessandro, che era stato Rinaldi a mettere quei flaconi nell'armadietto di Alessandro. Don Luca non potrà tornare dai suoi ragazzi dato che per un po' dovrà entrare nel programma di protezione, ma è fiero di loro, inoltre i Ragazzi del Sole riaccolgono Bernardo in squadra.
La polizia e Cozzi, venuti a sapere della complicità tra Maffei e gli Scalese, convincono il dottore a confessare la verità perché altrimenti non potranno proteggerlo dagli Scalese, visto che a breve rappresenterà un impiccio per loro. Maffei ammette di aver alterato il test antidoping delle urine di Alessandro. Sciacca fa capire alla polizia e al Pubblico Ministero che Rinaldi, approfittando dell'accusa di doping che pendeva su Alessandro, voleva incastrarlo anche per spaccio di sostanze dopanti ritenendolo il perfetto capro espiatorio dopo quello che era accaduto a Rocco. Cozzi si scusa con Alessandro per quanto accaduto informandolo che è stato prosciolto da tutte le accuse, grazie alla testimonianza di Maffei. Alessandro ignora che Vanni era in combutta con gli Scalese, e infatti accusando Rinaldi di essere solo un "fanatico del nuoto" trova inverosimile che lui possa aver collaborato direttamente con una cosca mafiosa. Marina spiega a Nasca che sua madre è un avvocato specializzato in diritto famigliare, e ha deciso di aiutare Nasca, al quale verranno accordate le visite ad Alice, e forse in futuro anche la custodia. Nasca la ringrazia per tutto il suo aiuto, infine i due si scambiano un romantico bacio.
La federazione di nuoto in una conferenza stampa annuncia che Alessandro è stato riammesso ai mondiali e sarà Ernesto il suo allenatore, e Alessandro ne approfitta per denunciare pubblicamente gli Scalese affermando che a breve la loro cosca mafiosa verrà smantellata. Ciro commette lo sbaglio di minacciare suo padre dato che non è riuscito a tirarlo fuori di prigione, infatti stava prendendo in considerazione la proposta che gli aveva fatto la polizia, in cambio di informazioni compromettenti contro suo padre. Totuccio e Sergio infatti danno a Tano l'ordine di ucciderlo. Totuccio, sebbene avesse chiesto lui stesso a Tano di uccidere suo figlio, dà ordine che pure Tano venga ucciso non potendo lasciarlo impunito per aver ucciso Ciro, inoltre intende farla pagare ad Alessandro, infatti Sergio rapisce Anna.
Durante i mondiali di nuoto, alla batteria, Alessandro fa una prestazione non particolarmente brillante, ma riesce a qualificarsi per la finale. Vanni gli confessa di aver collaborato con gli Scalese, e di essersene pentito infatti vuole costituirsi alla polizia, ma che comunque aveva fatto lui la telefonata anonima che ha permesso alla polizia di salvare don Luca. Sergio usando il cellulare di Anna manda un messaggio ad Alessandro dandogli appuntamento alla centrale elettrica, ma Vanni intuisce che probabilmente è una trappola degli Scalese a va con lui. Arrivati sul posto vengono raggiunti dalla polizia, e inizia uno scontro a fuoco, Sergio spara ad Alessandro ferendolo alla gamba, poi gli spara una seconda volta, ma Vanni gli fa da scudo prendendosi la pallottola al suo posto. La polizia spara a Sergio uccidendolo, Anna è salva, mentre Alessandro e Vanni vengono ricoverati in ospedale.
Nonostante la ferita alla gamba, Alessandro gareggia alla finale del mondiale, la polizia scorta don Luca alla manifestazione così che possa assistere alla gara del suo amico. Durante la competizione, Alessandro perde sangue dalla gamba, ma questo non lo ferma e raggiunge i suoi avversari nuotando in apnea, per poi spingere al massimo nella fase finale, arrivando primo, vincendo il mondiale. Il pubblico lo applaude, e Nico spinge Anna in piscina la quel bacia Alessandro davanti ai presenti, poi tutti i suoi amici si gettano in piscina acclamando il loro campione.